# Medical Act de 1858
Le Medical Act de 1858 est une ancienne Loi du Parlement du Royaume-Uni par laquelle fut créé le General Medical Council afin de réglementer la profession médicale au Royaume-Uni. Décrivant les missions de cet organisme, la loi précisait qu'« il était opportun que les personnes nécessitant une aide médicale soient capables de distinguer les praticiens qualifiés des non qualifiés ».
La loi créait le poste (toujours existant) d'officier d'enregistrement (Registrar) du General Medical Council dont le rôle était de maintenir à jour et de rendre accessible au public les registres de ceux qui étaient autorisés à exercer la médecine. Elle stipulait que sous le régime des Poor Laws (« Lois sur les Pauvres »), le conseil de surveillance (Board of Guardians) ne pouvait employer que les personnes qualifiées en médecine et en chirurgie comme Médecins assermentés de la Loi sur les Pauvres. 
En vertu d'une clause reconnaissant les médecins titulaires de diplômes étrangers exerçant en Grande-Bretagne, Elizabeth  Blackwell (qui avait obtenu son diplôme aux États-Unis en 1849) fut la première femme médecin du Royaume-Uni à être inscrite au registre médical (1er janvier 1859).
Cette loi est aujourd'hui quasiment abrogée et a été remplacée par le Medical Act de 1983.